# Eusandalum cyaneiventre
Eusandalum cyaneiventre är en stekelart som först beskrevs av Girault 1915.  Eusandalum cyaneiventre ingår i släktet Eusandalum och familjen hoppglanssteklar. Inga underarter finns listade i Catalogue of Life.